# Connie Nielsen
Connie Inge-Lise Nielsen (født 3. juli 1965 i Frederikshavn) er en dansk skuespillerinde.

## Ungdom og karriere
Connie Nielsen er født i Frederikshavn men flyttede som ti-årig med sin familie til den lille by Elling i Vendsyssel. Fem år senere var hun med i sin mors cabaret og spillede desuden teater i ungdomsklubben Ungdomsgården Hånbæk.
18 år gammel rejste hun til Paris, Rom, Milano, Sydafrika og New York for at forbedre sine muligheder for en skuespillerkarriere, samtidig med at hun arbejdede som model i Paris og Milano. 
Efter et par småroller fik Connie Nielsen sit gennembrud i filmen Devil's Advocate (1997), hvor hun spillede sammen med Al Pacino og Keanu Reeves. Siden da har hun indspillet en række film og tv-serier og er blevet en international stjerne, der dog også deltog i indspilningen af den danske film Brødre i 2004.

## Personligt
Connie Nielsen er den ældste af fire, Connie, Bent, Ulrich og Søs.
Connie Nielsen blev i slutningen af 2003 kærester med trommeslageren Lars Ulrich fra bandet Metallica, og parret fik sammen en søn, Bryce Thadeus Ulrich-Nielsen d. 21. maj 2007. Derudover har hun sønnen Sebastian Sartor  fra et tidligere forhold. Forholdet til Lars Ulrich sluttede i 2012. Hun bor sammen med børnene i San Francisco.

## Filmografi
Connie Nielsen har medvirket i blandt andet følgende film:
- Par où t'es rentré? On t'a pas vu sortir (1984)
- Vacanze de Natale '91 (1991)
- Voyage (1993)
- Paradis absolument, Le (1993)
- Devil's Advocate (1997)
- Permanent Midnight (1998)
- Rushmore (1998)
- Soldier (1998)
- Dark Summer (1999)
- Mission to Mars (2000)
- Gladiator (2000)
- One Hour Photo (2002)
- Demonlover (2002)
- The Hunted (2003)
- Basic (2003)
- Brødre (2004)
- Return to Sender (2004)
- Ice Harvest (2005)
- . The Great Raid (2005)
- Battle in Seattle (2007)
- Danny Fricke (2008)
- A Shine of Rainbows (2009)
- Tonight at Noon (2010?)
- 3 Days to Kill (2014)
- Wonder Woman (2017)
- Nobody (2021)
- Gladiator II (2024)

## Tv
- Colletti bianchi (mini-serie) (1988)
- Law & Order: Special Victims Unit (2006)
- Boss (2011-12)
- Liberty (miniserie, DR, 2018)
- Close to Me (2021)
- The Dreamer - Becoming Karen Blixen (2022)[kilde mangler]

## Andet
- Tv reklame for Tic Tac (kun vist i England)
- Tv reklame for Neutrogena
- Tv reklame for Nykredit  "Tænk nyt" (2006)
- Hun medvirker på sangen "Brev til Mona" i det seneste tv-2 album, Det gode liv.